# Стефан Бранкович
Стефан Бранкович (серб. Стефан Бранковић; 1417 — 1476) — правитель Сербской деспотии из династии Бранковичей. Канонизирован Сербской православной церковью.
Стефан был сыном деспота Георгия Бранковича.
В 1441 году был ослеплён по приказу османского султана Мурада II, и поэтому когда в 1456 году умер отец, не мог претендовать на престол; новым деспотом стал его младший брат Лазарь.
В 1458 году Лазарь умер, не оставив наследника мужского пола. Страной стал править триумвират регентов: Стефан Бранкович, вдова Елена Палеолог и губернатор Рашки Михайло Ангелович. Сторонники турок при сербском дворе провозгласили новым деспотом воеводу Михаила Ангеловича, брат которого был визирем Мехмеда II, но население сербской столицы Смедерево при поддержке провенгерской партии предотвратило этот переворот. Михаил Ангелович был заключён в тюрьму, а правителем стал слепой Стефан Бранкович. Тогда по инициативе венгерского и боснийского королей в Смедерево был приглашён сын боснийского короля Стефан Томашевич, который должен был жениться на дочери покойного правителя Елене и принять титул «деспота». 21 марта 1459 года состоялась свадьба (после которой Елена сменила имя на более приемлемое для католиков «Мария») и Стефан Томашевич занял сербский трон.
После смещения с трона Стефан некоторое время жил в Буде (его младшая сестра Катерина была вдовой венгерского вельможи Ульрика Циллеи), затем в Дубровнике. Потом он отправился в Албанию к Скандербегу, где в 1460 году женился на Ангелине. Остаток жизни прожил в Венеции.

## Семья и дети
В браке с Ангелиной у Стефана родилось по меньшей мере пятеро детей:
- Иоанн (? — 1502), деспот Сербии
- Георгий (? — 1516)
- Ирина (умерла молодой)
- Мария (? — 1495), замужем за монферратским маркизом Бонифацием III
- Милица (? — 1554), замужем за господарем Валахии Нягое Басарабом